# Jakub Aleksy Hadziewicz
Jakub Aleksy Hadziewicz herbu Wieniawa – wojski mniejszy wiślicki w 1773 roku, skarbnik wiślicki w 1773 roku, wojski nowokorczyński w latach 1760–1763, pisarz grodzki nowokorczyński w 1760 roku.
Pochodził z rodziny polskich Ormian Podpisał elekcję Stanisława Augusta Poniatowskiego. Członek konfederacji Adama Ponińskiego w 1773 roku. Był posłem sandomierskim na Sejm Rozbiorowy 1773–1775, wszedł w skład delegacji wyłonionej pod naciskiem dyplomatów trzech państw rozbiorczych, mającej przeprowadzić rozbiór. Stronnik Adama Ponińskiego. 18 września 1773 roku podpisał traktaty cesji przez Rzeczpospolitą Obojga Narodów ziem zagarniętych przez Rosję, Prusy i Austrię w I rozbiorze Polski. Dostał prawem emfiteutycznym starostwo zawichojskie. W 1780 roku członek Stanów Galicyjskich, baron. Radca apelacyjny we Lwowie w 1798 roku.
Żonaty z Ludwiką Kosmowską miał córkę Justynę i synów Ignacego i Jana.